# Branislav Obžera
Branislav Obžera (* 29. August 1981 in Bystričany) ist ein slowakischer Fußballspieler.

## Karriere

### Verein
Obžera spielte in seiner Jugend für FK Nováky. Seine erste Saison 1999/00 in der höchsten slowakischen Liga spielte er für FK Baník Prievidza. Die nächste Station war für eine Saison der FK Dukla Banská Bystrica, es folgte ŠK Slovan Bratislava für drei Spielzeiten und FC Artmedia Bratislava für zwei Spielzeiten. Dann wechselte Obžera für eine Saison in die russische Premjer-Liga zu Saturn Ramenskoje, danach spielte er erneut eine Saison für den umbenannten FC Artmedia Petržalka. Im September 2008 wechselte Obžera zum ŠK Slovan Bratislava, mit dem er zweimal slowakischer Meister wurde und den nationalen Pokalwettbewerb dreimal gewann. Schon vorher wurde Obžera zweimal slowakischer Meister mit Artmedia. Er wird von Verletzungspech verfolgt, 2004 hat er gar nicht gespielt, wie auch zwischen Mai 2010 und April 2011.

### Nationalmannschaft
Obžera absolvierte seit 2007 sechs Länderspiele für die slowakische Fußballnationalmannschaft.

## Erfolge
- Fußballmeister der Slowakei: 2008/09, 2010/11
- Slowakischer Fußballpokalsieger: 2010, 2011